# Феиса (Алба)
Феиса (рум. Feisa) насеље је у Румунији у округу Алба у општини Жидвеј. Oпштина се налази на надморској висини од 280 m.

## Становништво
Према подацима из 2002. године у насељу је живело 931 становника, од којих су сви румунске националности.